# Tumba del soldado desconocido (Francia)
La tumba del soldado desconocido (en francés: tombe du Soldat inconnu) fue instalada bajo el Arco de Triunfo el 11 de noviembre de 1920. Se trata de un soldado reconocido como francés, muerto en la batalla de Verdún, y que representa a todos los soldados franceses muertos durante el transcurso de la Primera Guerra Mundial.
En la tumba está escrito: «Ici repose un soldat français mort pour la Patrie, 1914-1918» («Aquí yace un soldado francés muerto por la Patria, 1914-1918»).
En 1923 se encendió la llama del recuerdo y se vuelve a encender cada tarde a las 18 h 30.

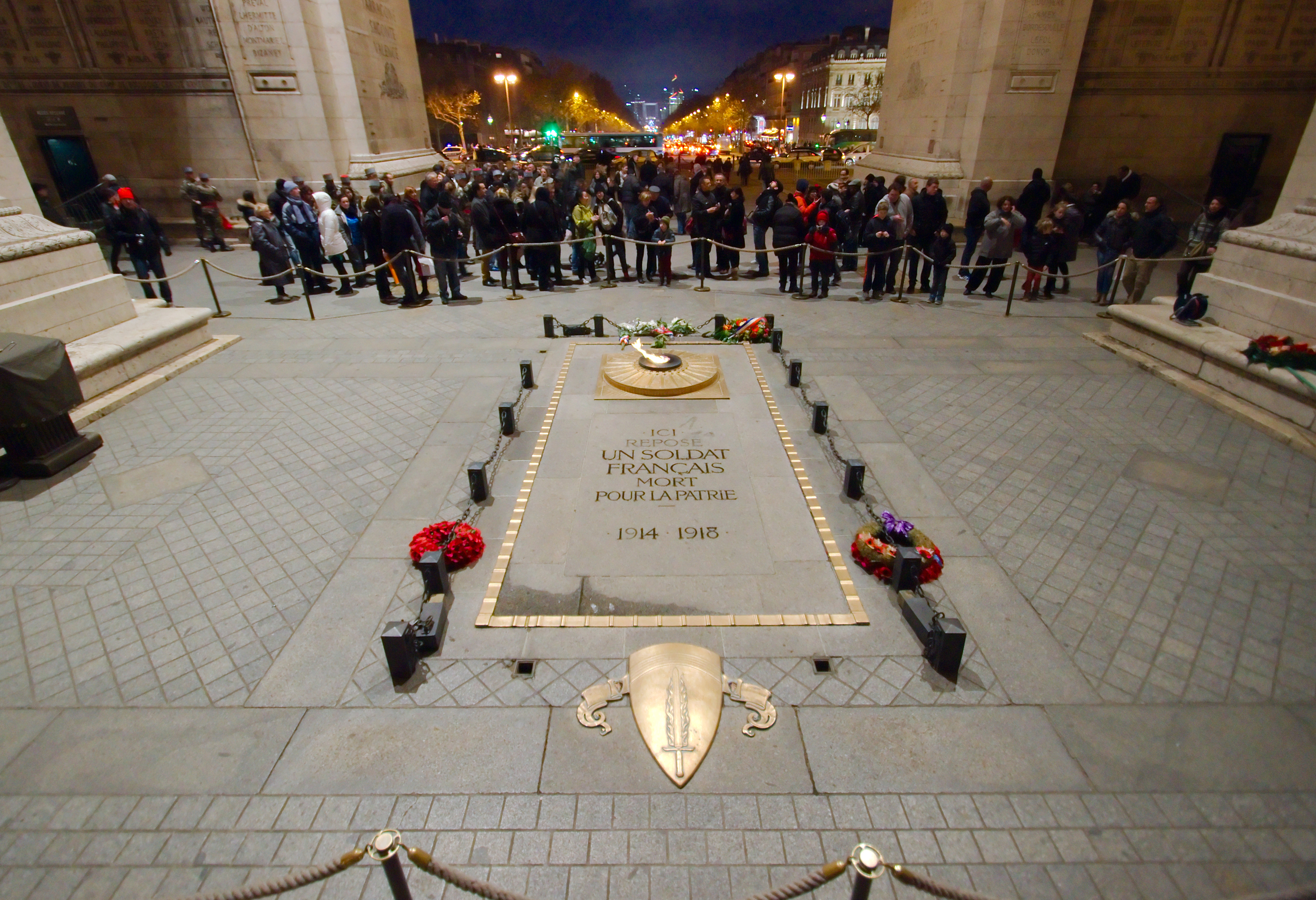
La llama eterna que se encuentra en la tumba del soldado desconocido bajo el Arco de Triunfo.